# Introducció a l'Atlàntida
Introducció a l'Atlàntida ó Altàntida és un poema simfònic del compositor Enric Morera escrit l'any 1893 basat en el poema Atlàntida de Mossèn Jacint Verdaguer. L'obra li va estrenar la Societat Catalana de Concerts el 24 de febrer del 1893 en el Teatre Principal, sota la direcció del mestre Nicolau D'aquesta mateixa obra, Morera en va extreure un quintet de cambra, arranjant alguns fragments del poema simfònic.

## Recepció de l'obra
Amb l'estrena d'aquesta obra, Morera va adquirir el seu màxim reconeixement i se'l va veure com una nova promesa. Això es pot veure reflectit en una de les crítiques de l'època on es descrivia com en el camerino del Mestre Nicolau, aquest li va dir a Morera tot abraçant-lo ple d'efusió i brillant-li llàgrimes als ulls: si així comences, com acabaràs?... Ai de mi! Jo ja no ho podré veure!
L'estrena va ser un gran èxit de públic i crítica. Així començava la crítica de 1893 escrita per Josep Roca i Roca a La Vanguardia sobre l'estrena de l'obra: Les persones que segueixen amb gran interès els progressos de la música moderna, iniciada per Wagner, abans-d'ahir a la nit, en acabar la primera part del segon concert de la Societat Catalana, van exclamar amb gran eufòria: Papam habemus.
La varen rebre amb especial interès els crítics modernistes, que van veure l'obra com un exemple del que representava el modernisme musical. Això és un fet en certa manera sorprenent, perquè en poques ocasions es titllava de modernista una obra en l'època, i més en aquells primers anys en què el terme «Modernisme» s'usava de manera despectiva. També es parlava dels extrems en què es movia l'obra:
“ Precís és confessar que l'obra val, revelant un temperament de primer ordre i fins a un valor personal a tota prova. Àdhuc aquella part del públic menys disposada a admetre d'entrada tota innovació, concedia sense objecció al jove compositor català brillants condicions, talent envejable i un coneixement profund de la tècnica musical i sobretot de l'harmonia. De manera que si se'n pot discutir el gènere al qual pertany el poema simfònic L'"Atlàntida", genuïnament descriptiu i modernista en grau summe, la qual cosa és el mèrit del seu jove autor, quedà plenament sancionat per l'aplaudiment unànime de la concurrència”
En aquella època el poema simfònic no era un gènere molt conegut, ja que encara no havien arribar els gran poemes simfònics de Richard Strauss que ho farien el 1897 a Barcelona, però ja es començava a intuir que seria un gènere representatiu de l'estètica modernista, per la seva capacitat de traduir extrems poètics com cap altre gènere. Per això l'obra de Morera va ser tan ben rebuda, i en les seves critiquen contemporànies podem llegir quin valors donaven a l'obra i a partir d'aquí extreure'n un definició del que entenien com a estètica modernista.
“ La música imitativa sembla avui el nord de Morera. En el seu poema simfònic es percep tot el que el poeta Verdaguer ha descrit en l'admirable introducció de la seva Atlàntida; la calma del mar, l'embraviment de les ones, l'aproximació de les dues naus enemigues, el ferotge abordatge, el raig del cel que enfonsa a la una, mentre l'altra s'enfonsa, les angoixes del pobre nàufrag, que abraçat al pal de la nau lluita amb la mort, la llum del santuari que li serveix de far en tan atzarós tràngol, i l'arribada de Còlon, que no és un altre el nàufrag, a la salvadora platja on ha de trobar els braços benèfics del pobre ermità, del “geni de l'Atlàntich”, com ho denomina el poeta. Tot això es veu, se sent; per descriure-ho, per pintar-ho magistralment posseeix els colors i matisos necessaris la gamma de Morera. Però els que tenen inclinació a la música per la música, els partidaris, diguem-ho així, de l'”antic règim” admetran que l'art musical hagi d'envair el terreny a la pintura reservat? I donaran les seves raons més o menys justificades per respondre negativament a la pregunta, fent notar que aquests quadres, per vius que siguin, resulten totalment inintel·ligibles, si prèviament no s'acompanyen d'una explicació que ens posi al corrent de la intenció del compositor. Més clar: a qui no hagi llegit amb antelació els magnífics versos de Verdaguer, ni les notes de Morera ni la combinació de les seves profuses harmonies, no li parlaran amb la precisió suficient per ser enteses amb claredat. En canvi, diuen ells, la música que, deixant-se de dibuixos i pintures externes, es dirigeix a traduir sentiments de l'ànim, penetra amb summa facilitat en l'ànima de l'oient. “
Per tant, l'obra obria un nou camí cap al més pintoresc i descriptiu, tot hi que ho feia amb una autoritat que no tothom reconeixia. Aquesta obra, a més de representar la nova estètica modernista de l'època, també va tenir el seu pes en la concepció nacionalista de la música i l'art, ja que s'unien en ella dues figures importants de la cultura catalana de l'època com eren Morera i Verdaguer.
Després de la seva estrena, com era habitual en el compositors del moment, l'obra no es va representar més en concert.

## Descripció de l'obra[5]
La partitura porta el número d'opus XII. El seu títol exacte és Atlàntida acompanyat amb el subtítol d'Introducció, però sempre se l'ha conegut amb el nom d'Introducció a l'Atlàntida. En la primera plana de la partitura original es poden llegir els versos que de forma manuscrita Morera dedica a Verdaguer:
| «              | A ningú millor que a vos noble mestre, qu'ab vostres versos heu despertat mon inspiració, puch dedicar aquest treball. | » |
| — Enric Morera | |   |

L'obra està escrita per gran orquestra i intervenen els següents instruments: flautí, flauta, oboe, corn angles, clarinet, clarinet baix, fagot, trompes, trompetes, trombons, tuba baixa, timbals, i corda.
En la primera secció es descriu la tempestuosa i bèl·lica mar de Lusitània que és tal hi com comença el poema de Verdaguer. Això ho fa través d'una cèl·lula melòdica que va pujant i baixant cromàticament passant pels diversos instruments. A més se li ha de sumar la descripció dels fenòmens de la natura que realitzen els metalls sobre valors llargs. Aquesta secció està caracteritzada pel contrast entre cordes i metalls que culminarà en un gran clímax fortíssim amb la intervenció de tota l'orquestra i amb presència destacada de la percussió. Curiosament, en la partitura original aquesta secció acaba en una sèrie de planes que estan cosides i no se'n pot veure el contingut, el que podria indicar que el compositor va reconsiderar l'allargada d'aquesta secció.
Seguidament arriba la calma tot mantenint el tema oscil·lant en les cordes, que va agafant de mica en mica forma d'eco. Seran les flautes i els clarinets els encarregats d'enllaçar amb la segona secció a través d'un coral cromàtic. En un tempo més lent, el primer tema va desapareixent mentre agafa protagonisme el coral amb la intervenció de clarinets, fagots, trompes i cordes. En aquesta sessió perd protagonisme la percussió, esdevé molt més lírica, i acabarà amb un diminuendo generalitzat fins a una dinàmica molt suau.
A través d'un episodi més polifònic s'arriba a la tercera secció on es torna a recuperar el primer tema juntament amb una recuperació del discurs tímbric. Finalment arriba un final obert, ni de caràcter conclusiu ni apoteòsic, típic de la música de Morera, on predominen els diferents clímax per evocar els mateixos sentiments i sensacions que el poema de Verdaguer.

## Relació entre Morera i Verdaguer
Morera va establir una relació d'amistat amb Verdaguer. En diverses de les seves obres utilitzà versos del poeta Verdaguer, com per exemple A les fillas de Maria : cobles al cor de Maria, una obra per a dues veus blanques, cor i orgue o harmònium. De fet, una de les altres composicions on utilitza un text de Verdaguer com és L'Adoració dels Pastors, va ser un encàrrec personal que Morera li va demanar al propi poeta.